# Eloi de Bianya
Eloi de Bianya fut le nom religieux du capucin catalan Joan Ayats Plantalech (Sant Salvador de Bianya, 4 juin 1875 — Barcelone, 28 juillet 1936). Assassiné in odium fidei lors de la persécution religieuse de la guerre d'Espagne, il est vénéré comme bienheureux et martyr par l'Église catholique.
Travailleur de la construction dans son village, il devint frère capucin le 22 juin 1900. Il était portier du couvent des Capucins de Sarrià. Quand en juillet 1936 les frères étaient partis du couvent, il tenta de s'enfuir avec son neveu et autre frère. Il fut assassiné après avoir avoué qu'il était un religieux à la gare du Nord de Barcelone, avec frère Cebrià de Terrassa, aumônier, et les étudiants frère Miquel de Bianya et frère Jordi de Santa Pau.
Il est considéré martyr de la guerre d'Espagne par l'Église catholique et en une cérémonie présidée par le cardinal Angelo Amato à la cathédrale de Barcelone il fut déclaré bienheureux le 21 novembre 2015 avec d'autres frères capucins comme Martí Tarrés i Puigpelat. Il avait réputation de sainteté déjà quand il vivait.
Ses dépouilles mortelles, avec celles de neuf de ses copains martyrs, sont placés dans une urne sous l'autel d'une chapelle de l'église des Capucins de Sarrià.